# Boltonia caroliniana
Boltonia caroliniana là một loài thực vật có hoa trong họ Cúc. Loài này được (Walter) Fernald mô tả khoa học đầu tiên năm 1940.